# Agarak (Siunik)
Agarak (armeni: Ագարակ) és una vila dins la municipalitat de Meghrí de la província de Siunik al sud d'Armènia. Te una extensió de 0,850 Km2 amb 3.210 habitants segons cens de 2022.
Va ser fundada el 1949. És considerada la part final sud d'Armènia i està a la riba esquerra del riu Aras a la frontera amb Iran. El setembre de 2016 va ser incorporada a la comunitat de Meghrí. L'actual Agarak estava al cantó d'Arevik del Regne d'Armènia. La seva regió tenia mines de coure i de plom.